# Bernard Germain de Lacépède
Bernard Germain Étienne comte de La Ville-sur-Illon La Cépède, hrabia de La Cépède (czasem nazywany de la Cépède) (ur. 26 grudnia 1756 w Agen, zm. 6 października 1825 w Épinay-sur-Seine) – francuski przyrodnik i polityk, wolnomularz.

## Życiorys
Studiował filozofię i muzykę. Początkowo służył w wojsku, następnie pod wpływem dzieł Buffona i Daubentona poświęcił się historii naturalnej. Został nadzorcą gabinetów historii naturalnej w ogrodach królewskich, a za rewolucji, której był zwolennikiem, prowadził wykłady historii naturalnej w Paryżu. W 1791 roku został deputowanym, w 1799 senatorem, w 1809 ministrem stanu, a w 1814 Ludwik XVIII mianował go parem Francji. W okresie rewolucyjnego terroru opuścił Francję na krótko w obawie prześladowań za pochodzenie.
W 1806 roku został członkiem Royal Society.
Najważniejsze jego dzieła to:
- Histoire naturelle des quadrupèdes ovipares et des serpens (2 t., 1788–89);
- Histoire naturelle des reptiles (1789);
- Histoire naturelle des poissons (6 t., 1798–1803);
- Histoire naturelle de l'homme (1827 i 1840);
- Les âges de la nature (2 t., 1830).

Zajmował się też muzyką i ogłosił:
- Poétique de la musique (2 t., 1875).

Jego dzieła były wznawiane w Paryżu w latach 1857–1876.